# Abrigo de la Quebrada

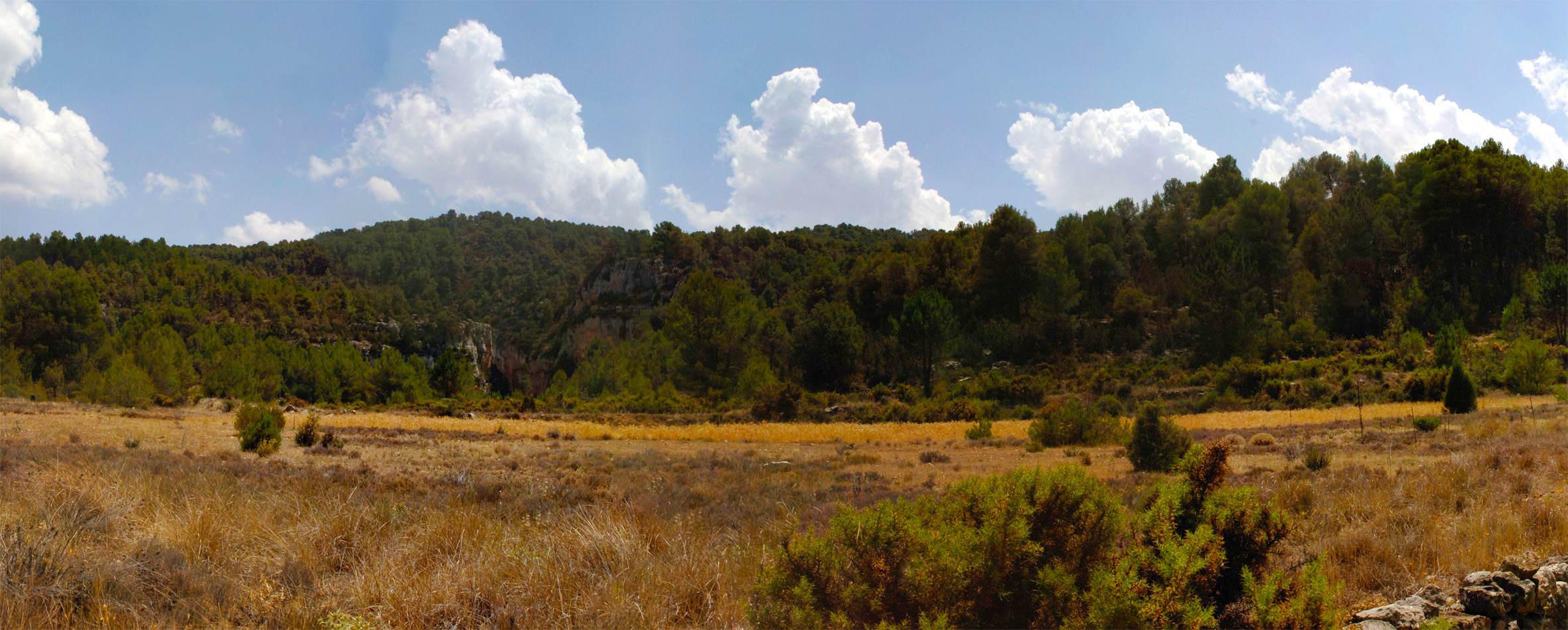
Panorámica de la llanura y el barranco donde se sitúa el Abrigo de la Quebrada (Chelva, Valencia)

El abrigo de la Quebrada es un yacimiento arqueológico que se encuentra en la localidad valenciana de Chelva (Los Serranos), a unos 65 km al noroeste de Valencia. Dada su orientación N-S, se caracteriza por una escasa insolación y una alta exposición al viento. Se localiza en la rambla de Ahillas, abierta hacia una amplia llanura, que junto con el barranco proporcionan al yacimiento un lugar privilegiado. 

## Estratigrafía
Las excavaciones se han llevado a cabo a través del Departamento de Prehistoria, Arqueología e Historia Antigua de la Universitat de València. Los directores del yacimiento han sido Valentín Villaverde, Joao Zilhão, Aleix Eixea y Rafael Martínez.
La estratigrafía del yacimiento se compone de nueve unidades con una profundidad de unos 4m. El nivel I es revuelto, resultado del uso del abrigo como aprisco para el ganado. Las ocupaciones humanas se concentran en los niveles II a V y VII a IX, siendo el nivel VI estéril. Se han obtenido dataciones radiocarbónicas en los niveles III: 40500±530 (Beta-244003) (Villaverde et al. 2008) y en el nivel IV (ABA-treated) 43930±750 BP (Beta-244002) (Eixea et al. 2011-2012). El nivel estéril intermedio ha proporcionado una fecha de en torno a los 82 kya (Klasen 2015). Estos resultados indican que los depósitos de los niveles II-V se formaron durante el MIS 3-4 y el nivel VI durante el MIS 5a. Por ahora, conforme a dichas fechas y en base también a los estudios de micromamíferos (Tormo y Guillem 2015), se ha planteado que los niveles inferiores VII y VIII se formarían durante las fases tempranas del MIS 5. 
Los datos hasta ahora obtenidos permiten definir las ocupaciones de estos niveles como claros palimpsestos, en los que se entremezclan numerosas manchas de combustión y algunos hogares de carácter simple, de forma subcircular, escaso diámetro y poca potencia, sin preparación de la superficie. El material arqueológico recuperado es muy abundante, con una elevada fracturación de los restos óseos, que presentan además superficies muy concrecionadas, y una notable densidad de elementos líticos.

## Materiales arqueológicos

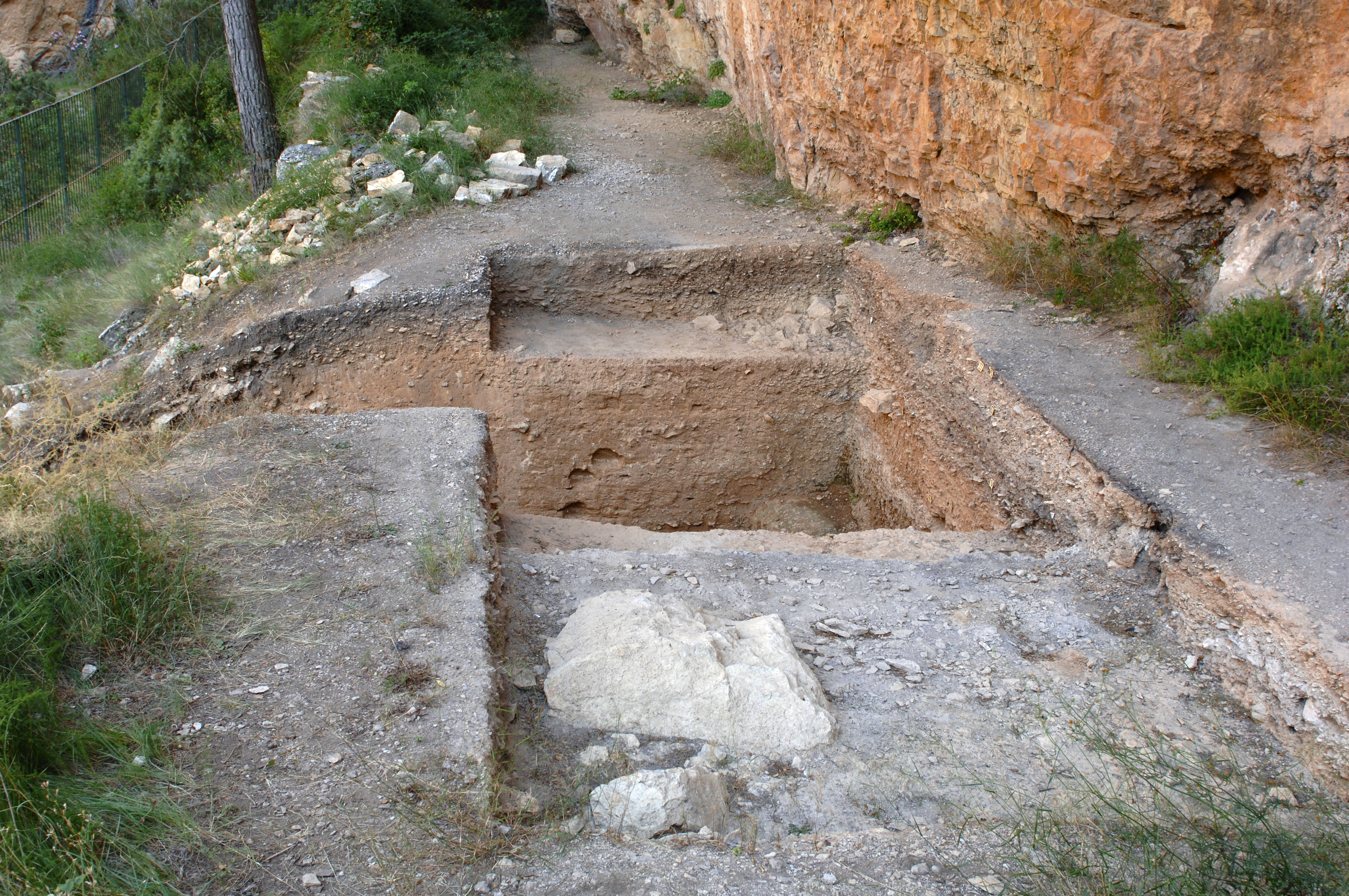
Vista general del yacimiento de Abrigo de la Quebrada (Chelva, valencia)

A lo largo de toda la secuencia, se han recuperado diferentes tipos de materiales arqueológicos como industria lítica, restos óseos de animales de diversa talla y micromamíferos, carbones, semillas y fitolitos. Así mismo también se han encontrado abundantes estructuras de combustión. Parte de ellos ya han sido analizados y publicados (Badal et al. 2012; Eixea et al. 2011, 2011-2012, 2012, 2014, 2015; Esteban et al. 2015; Sanchis et al. 2013, 2015; Villaverde et al. 2008, 2012, 2017) y el resto está en proceso de análisis. 
En cuanto a la industria lítica, se caracteriza por la talla de lascas de morfología cuadrangular y poco espesor, obtenidas a partir de núcleos de tipo discoide, Levallois o Quina, ente otros. La materia prima dominante es el sílex el cual es captado en un radio de en torno a los 10-15 km de distancia del yacimiento en las formaciones del Jurásico medio (Dogger), del mismo modo que las cuarcitas y calizas, las cuales alcanzan porcentajes menores y que son recolectadas en los propios barrancos inmediatos al yacimiento (Eixea et al. 2011, 2014). También destacan los tipos de sílex procedentes de distancias más alejadas (más de 100 km desde el yacimiento) y que coinciden con variantes documentadas en conjuntos del valle del Albaida, la Punta de Moraira y Valles de Alcoy. Tipológicamente, dominan ampliamente el grupo de las raederas seguido de los denticulados y los elementos apuntados, con poca presencia de elementos del grupo del Paleolítico superior (raspadores y buriles).
En relación con los restos óseos, se han identificado huesos de animales de talla grande (caballo, uro), de talla media (ciervo, cabra, jabalí) y talla pequeña (lepóridos, tortuga), así como huesos de carnívoros como zorro, lobo y lince (Sanchis et al. 2013; Villaverde et al. 2017). El aporte de estas presas es de origen mayoritariamente antrópico, sobre todo en los niveles superiores, como muestra la fragmentación ósea y las modificaciones antrópicas (fracturas directas, marcas líticas). En los niveles inferiores parece haber un aporte mixto, tanto de los grupos neandertales como de otros predadores no humanos (aves rapaces o carnívoros de pequeño tamaño).
El estudio de los restos antracológicos de los niveles II-IV, muestra un dominio del Pinus (Pinus nigra y Pinus sylvestris), Juniperus y otras gimnospermas. Quercus, Rhammus y otras dicotiledóneas han sido también identificadas en cantidades más bajas (Badal et al. 2012). Estos resultados indican un ambiente supramediterráneo seco y subhúmedo, con ausencia de episodios cálidos.